# أنغلوغولد أشانتي
أنغلوغولد أشانتي (بالإنجليزية: AngloGold Ashanti)‏ هي شركة تعدين للذهب من جنوب أفريقيا؛ تأسست سنة 2004 من اندماج شركتي أنغلوغولد ومؤسسة أشانتي غولدفيلدز.
يقع مقر الشركة في مدينة جوهانسبرغ عاصمة جنوب أفريقيا؛ وهي مدرجة في عدد من البورصات العالمية.